# 陰宅 (2005年電影)
《陰宅》（英語：The Amityville Horror）是一部2005年美國恐怖片，由安德魯·道格拉斯執導，史考特·柯薩爾編劇，萊恩·雷諾斯、梅莉莎·喬治與菲力普·貝克·霍爾主演。該片改編自傑·安森的1977年小說《鬼哭神嚎》，也是1979年電影《靈異鬼現》的重拍版。
該片於2005年4月15日在美國上映。《陰宅》收穫負評居多，影評人認為與《靈異鬼現》相比沒有加入太多新意。

## 演員
- 梅莉莎·喬治 飾 凱西·魯茲
- 萊恩·雷諾斯 飾 喬治·魯茲
- 傑西·詹姆斯 飾 比利·魯茲
- 吉米·班尼特 飾 麥可·魯茲
- 克蘿伊·摩蕾茲 飾 切爾茜·魯茲
- 菲力普·貝克·霍爾 飾 卡拉威牧師
- 瑞秋·尼科尔斯 飾 莉莎
- 布蘭登·唐納森 飾 小羅納德·笛福

## 外部連結
- 互联网电影数据库（IMDb）上《陰宅》的资料（英文）
- AllMovie上《陰宅》的资料（英文）
- Box Office Mojo上《陰宅》的資料（英文）
- 豆瓣电影上《陰宅》的資料 （简体中文）
- 爛番茄上《陰宅》的資料（英文）
- Metacritic上《陰宅》的資料（英文）